# Ogier Preteceille
Ogier Preteceille fou un periodista i traductor francès del segle xx. De nacionalitat francesa, va ser col·laborador al llarg de les dècades de 1920 i 1930 de publicacions periòdiques espanyoles com El Pueblo, El Sol, Leviatán, Claridad, Nueva Cultura, Nueva España, o Crisol, entre d'altres. El 1926, va traduir la novel·la de sàtira utòpica Erewhon: or, Over the Range, de l'anglès Samuel Butler, al castellà, sota el títol Erewhon o allende las montañas. Va ser arrestat després de la Revolució d'Astúries de 1934.